# ليلا
ليلا (بالبرتغالية: Lela‏) هو لاعب كرة قدم برازيلي، ولد في 17 أبريل 1962 في باورو في البرازيل. شارك مع منتخب البرازيل لكرة القدم. أما مع النوادي، فقد لعب مع سانتو أندريه ونادي فلومينينسي ونادي كوريتيبا.